# Berrocalejo (Salamanca)
Berrocalejo es una entidad de población española del municipio de Garcirrey, perteneciente a la provincia de Salamanca, en la comunidad autónoma de Castilla y León.

## Historia
Hacia mediados del siglo XIX, el lugar, por entonces referido como una alquería agregada a Garcirrey, tenía contabilizada una población de tres habitantes. Aparece descrito en el cuarto volumen del Diccionario geográfico-estadístico-histórico de España y sus posesiones de Ultramar de Pascual Madoz con las siguientes palabras:

BERROCALEJO: alq. agregada al ayunt. de Garcirrey (1 leg.), en la prov. y dióc. de Salamanca (9 1/2), part. jud. de Ledesma (5), aud. terr. y c. g. de Valladolid (27). Confina por N. con Ardonsillero; E. Rodas-Viejas; S. Vilvis, y O. Adeadávila de Revilla: el terreno es de inferior calidad, llano en mayor parte, y todo cubierto de monte de encina. prod.: centeno, bellota y pastos, y cria ganado lanar y cerdoso. pobl.: 1 vec., 3 hab. dedicados á cuidar de la alq. cap. terr. prod.: 20,600 rs. imp. 1,030 rs.
(Madoz, 1846, p. 288)

En 2022, tenía empadronados tres habitantes.